# Brazil's Next Top Model 3
Brazil's Next Top Model 3 é a terceira temporada do reality show de mesmo nome, inspirado no original norte-americano America's Next Top Model.
O programa, que é exibido pelo canal a cabo Sony, teve sua estréia no dia 10 de Setembro de 2009.
As inscrições para a terceira temporada começaram dia 4 de Maio de 2009 e seguiriam até o dia 7 de Junho, no entanto, foram prorrogadas até 10 de Junho.
Vinte candidatas foram convocadas para participar da atração, onde a vencedora assina um contrato com uma das mais importantes agencias do mundo, Ford Models, capa e editorial na Revista GLOSS, participação na campanha da loja C&A e marca Intimus, um guarda-roupa de tendências, um curso de inglês na Irlanda, um fim de semana em Paris e ainda um contrato de R$ 100 mil com a Expor.
A temporada tem como patrocinadores e apoio C&A, Intimus, Nivea, Seda, Revista Gloss e Ford Models.

## Episódios

### Especial
Data: 10 de Setembro de 2009
A temporada começa com um episódio especial com entrevistas com o elenco e com a vencedora da última temporada Maíra Vieira.
- Convidada: Maíra Vieira

### Episódio 1
Data: 17 de Setembro de 2009
As 20 semifinalistas chegam a São Paulo onde conhecem a apresentadora Fernanda Motta e seu corpo de jurados. Durante as entrevistas, Cris foi chamada e eliminada no ato. Diabética, Bruna teve uma crise nervosa e acabou sendo levada a um médico pela produção.
O primeiro ensaio fotográfico foi uma fotografia em conjunto com todas as candidatas. Nesse momento foram eliminadas Barbara, Kinda e Alexandra. Após o ensaio, Hannays desistiu da disputa, alegando saudades do namorado.
Fernanda Motta chamou pelo nome todas as participantes selecionadas para ir para a casa do reality. Esther e Yasmin foram eliminadas, definindo o Top 13.
- Primeira chamada: Mírian Araújo
- Fotógrafo: Miro

### Episódio 2
Data: 24 de setembro de 2009
Chegou a hora das 13 finalistas conhecerem a tão sonhada casa top. Antes de começar as atividades, as meninas passam pela avaliação física. Bruna reclama que seu corpo está inchado por causa da diabetes, mas as demais modelos comentam que Bruna come demais.
Namie Wihby faz o primeiro workshop de passarela e dá o seu drástico veridicto: o grupo apresenta a pior passarela de todas as temporadas do BrNTM. Mesmo com as dificuldades, as participantes encaram o primeiro desafio: desfilar no topo de um prédio, usando uma meia e uma peruca cobrindo o rosto. Julliana se destacou na prova, mas quem conquistou o prêmio, e a responsabilidade de abrir e encerrar um desfile, foi Camila Shiratori, além de 10 pares de sandálias Melissa.
As meninas voltam à passarela onde Pazetto explica que elas terão que desfilar com três looks diferentes: estilo teen, andrógeno e mulherão sensual. O desfile conta ainda com uma dificuldade extra para as participantes, elas serão observadas pelos jurados e convidados especiais.
De volta a casa top, Liana e Rafaela voltam a puxar a orelha das demais meninas sobre a limpeza da cozinha. Uma nova mensagem chega à casa e Fernanda Motta explica as modelos que a cada semana a parede da casa top será decorada com o melhor ensaio fotográfico.
Na sala de julgamentos, Dudu parabeniza Camila Shiratori pelo resultado da foto e também da passarela. Rafaela confessa para os jurados a sua preocupação por não ter parado no pit, mas Marcia Fasoli a tranquiliza ao comentar que o nervosismo de Rafaela não transpareceu na foto. Fernanda se surpreende com a versatilidade de Fabiana. Erika e Duda alertam Rafa Xavier sobre alguns cuidados que ela deve ter por conta de sua altura. Na entrega das fotos, Camila Trindade foi a primeira a ser chamada, enquanto Jéssyca e Liana ficaram entre as duas últimas. No fim, Jéssyca foi eliminada.
- Primeira chamada: Camila Trindade
- Berlinda: Jéssyca Schamne & Liana Góes
- Eliminada: Jéssyca Schamne
- Fotógrafo: Márcia Fasoli e Zé Takahashi
- Jurado especial: Márcia Fasoli
- Convidados: Daniele Pavan Araujo (modelo) e Clóvis Pessoa (booker da Ford Models)

### Episódio 3
Data: 1 de outubro de 2009
Pazetto recebe as participantes no salão do cabeleireiro Mauro Freire, onde o próprio Mauro será o responsável pela transformação no look das 12 modelos. Fernanda Motta acompanha de perto essa nova etapa das participantes, e para ajudar na transformação, entra em cena o cabeleireiro internacional, Tom Tow. A maioria das meninas aprovam o resultado de suas transformações com exceção de Bruna que reclama, chora, xinga e se lamenta o tempo todo, atitude que foi repudiada pelas outras participantes.
A casa recebe a visita da chef Marina Moraes do restaurante Gardênia que prepara um jantar especial para as modelos, mas Tatiana se recusa a experimentar os pratos. Após a refeição, Marina chama a atenção sobre as condições que a cozinha se encontrava e escala todas para ajudar com a louça. A noite termina com uma animada festa onde algumas meninas abusam um pouco mais das bebidas, caem na piscina e só param quando Bia passa mal.
Na sala de julgamentos, Erika e Fernanda não gostam da foto de Bia e Dudu chama a atenção de Bruna por conta de seu comportamento durante a transformação. Tom acredita que Camila Trindade apresentou um look natural e confortável na foto. Tatiana fala que não gosta de tirar fotos e arranca risos dos jurados. O novo visual de Julliana arranca elogios da banca, mas Erika cita os problemas de medida da participante. Duda acha que a expressão de Liana está muito mais maternal, bem longe do que foi pedido no briefing do ensaio. No fim, Camila Shiratori, por não conseguir desenvolver um bom trabalho junto aos câmeras, e Liana, por sua confiança sem motivo foram para a berlinda. Liana foi eliminada.

### Episódio 4
Data: 8 de outubro de 2009
Pazetto apresenta o maquiador Kaká Moraes, que dá dicas de maquiagem para as garotas. Após o workshop, as meninas são vestidas com acessórios de cabeça e devem se maquiar em 20 minutos. Na avaliação, Bia mostrou o resultado menos satisfatório na opinião de Kaká, enquanto Julliana e Tatiana se destacaram pelo conjunto que apresentaram. Mas, Bruna foi a vencedora da prova, ganhando uma jóia e também um jantar no restaurante Nakombi para dez das onze garotas. Bruna escolheu deixar Bia de fora, alegando que a mesma obteve o pior resultado no desafio, o que nem todas as meninas acreditaram.
Os ânimos não se acalmam nem durante o jantar. Quando Bruna recusa a sobremesa por causa da diabetes, a discussão em torno de sua saúde e alimentação vem à tona novamente, acabando com o jantar e deixando o clima prá lá de pesado. Na manhã seguinte, as meninas recebem uma nova mensagem da Fernanda: "Bom dia meninas! Espero que tenham dormido bem e aproveitado o sono da beleza, pois hoje vocês vão precisar de um rosto perfeito para fotografar. Claro, sempre tem algo para atrapalhar, mas tenho certeza que vocês ficarão lindas. Boa sorte para todas!"
No photoshoot, Pazetto recebe as modelos no estúdio e apresenta a fotógrafa Debby Gram e as editoras de fotografia e de beleza da revista Gloss Dani e Gabriela, que acompanham o ensaio. O desafio deste ensaio é fotografar com um belo arranjo de cabeça, entender todo o figurino e transmitir isso na foto.
Na sala de julgamentos, os jurados são unânimes ao elogiar a foto de Bruna. Rafaela chora com as duras críticas que recebeu de todos os jurados sobre sua foto. Erika fica desapontada com o trabalho de Rafa Xavier, embora reconheça o esforço da modelo em aprender e evoluir dentro da competição. Para Dudu, Fabiana foi salva pelo clique, e Debby acredita que ela deveria ter se jogado mais na personagem. No fim, Bruna conquista o lugar na parede de melhor foto da semana e Rafa fica na berlinda ao lado de Fabiana e é eliminada.
- Primeira chamada: Bruna Brito
- Berlinda: Fabiana Teodoro & Rafa Xavier
- Eliminada: Rafa Xavier
- Fotógrafo: Debby Gram
- Jurado especial: Debby Gram
- Convidados: Kaká Moraes (Maquiador da Avon), Gabriella Araujo e Dani Delameri (editora da Revista Gloss)

### Episódio 5
Data: 15 de outubro de 2009
As modelos tiveram um workshop de passarela com o instrutor Namie Wihby e depois tiveram como desafio fazer um desfile de moda praia. Bruna afirmou estar passando mal e saiu para receber cuidados médicos, porém, para Rafaela e Tatiana tudo não passou de uma encenação da moça para não participar da tarefa. Rafaela foi a vencedora e como prêmio, teve direito a um par de sapatos a sua escolha em uma loja e um jantar acompanhada pela apresantadora Fernanda Motta.
No photoshoot, as meninas deveriam posar dentro de um cubo branco, na qual tanto a expressão corporal como a facial contavam pontos. Camila Shiratori chegou a chorar durante a sessão de fotos, percebendo que seu desempenho não agradava a equipe do programa.
Na sala de julgamentos, Duda e Dudu elogiam a evolução de Bia que desmaiou durante a gravação e foi levada a um hospital próximo pela produção. Erika chama a atenção de Bruna para que ela controle o seu peso. Fernanda ressalta a boa vontade de Tatiana durante o ensaio. No fim, Camila Shiratori, por sua irregularidade, e Giovahnna pelo seu nervosismo foram a berlinda. Camila Shiratori foi eliminada.
- Primeira chamada: Bia Fernandes
- Berlinda: Giovahnna Ziegler & Camila Shiratori
- Eliminada: Camila Shiratori
- Fotógrafo: Claudia Guimarães
- Jurado especial: Claudia Guimarães

### Episódio 6
Data: 22 de outubro de 2009
Bia retorna a casa com a notícia de que estava grávida de cinco semanas. No entanto, ela corre o risco de perder o bebê, pois está com um coágulo de sangue que pode causar um aborto natural. Nervosa, ela contou ao namorado por telefone e demonstrou medo com a reação de seus pais. A convivência está tensa e as meninas se dividiram em dois grupos conflitantes, sendo que Giovahnna vem sendo criticada por ambos.
Pazetto recebe as garotas no estúdio e apresenta o fotógrafo Daniel Malva que irá apresentar um workshop de como se posicionar diante da câmera. Para mostrar na prática as dicas de Daniel, Fernanda Motta posa para suas lentes e passa a sua experiência para as garotas.
Depois do workshop, as meninas, vestidas apenas com shorts C&A, devem compor em 5 minutos um visual próprio para ser fotografado para uma campanha de jeans. A stylist da C&A avalia as fotos e Julliana é escolhida a vencedora do desafio, recebendo um cartão presente C&A no valor de mil reais. De volta à casa, Bruna e Tatiana não se falam, e Giovahnna e Rafaela continuam se desentendendo.
No photoshoot, vestidas com um look todo branco, as modelos deviam fazer movimentos, interagindo com um projetor de imagens que exibia gráficos coloridos. O conteúdo seria condensado para um vídeo de 15 segundos com a performance das garotas.
Na sala de julgamentos, Fabiana é elogiada pois soube utilizar sua expressão corporal. Camila Trindade foi a participante que apresentou maiores dificuldades para atingir o que foi proposto, sendo criticada por sua atitude de pedir para acabar com o ensaio. No fim, Tatiana foi a primeira a ser chamada, pelo considerado o seu melhor trabalho até então. Rafaela, que não mostrou expressão e repertório, e Giovahnna, por suas interpretações excessivas, ficaram na berlinda. Rafaela foi eliminada.
- Primeira chamada: Tatiana Domingues
- Berlinda: Giovahnna Ziegler & Rafaela Machado
- Eliminada: Rafaela Machado
- Jurado especial: Daniel Malva (fotografo) e José Camarano (diretor de fashion clips)
- Convidados: Bruno Cesário (maquiador)

### Episódio 7
Data: 29 de outubro de 2009
As participantes voltam para casa, onde a foto com frames do vídeo de Tatiana está na parede. No dia seguinte, Pazetto as espera na Casa das Caldeiras para, ao lado de Namie Wihby, iniciar o workshop: como tirar uma peça de roupa e evoluir na passarela valorizando essa peça durante o desfile. Dando continuidade ao workshop, Pazetto convida a atriz Cristiane Tricerri que fará um trabalho corporal sem tabus. O desafio das participantes passa a ser, então, realizar um desfile, onde devem se despir e jogar a roupa dentro de um latão representando um manifesto de moda. Fabiana se sai melhor e ganha um tratamento no Elements SPA by Banyan Tree do Tivoli Hotel, 50% a mais de cliques no próximo photoshot, além de escolher Mirian para ter apenas 15 cliques.
O photoshot da semana deveria ser feito em apenas 30 cliques, onde as modelos teriam com seus corpos pintados e elas deverão interpretar mulheres répteis. Théo Carias é o responsável pela maquiagem e Marcelo Bormak fará as fotos com os cliques contados neste ensaio. Durante a deliberação, Camila T é criticada por estar decaindo semana após semana, enquanto Mirian surpreende a todos com suas fotos. Fernanda, Duda e Dudu elogiam a evolução de Julliana e até a exigente Erika Palomino ficou satisfeita com o trabalho da modelo. Dudu não consegue enxergar a alma de Fabiana em suas fotos, embora reconheça a disponibilidade dela. Duda e Erika não gostam do resultado, considerado pobre. Porém, após outro resultado fraco, a eliminada foi Giovahnna..
- Primeira chamada: Julliana Aniceto
- Berlinda: Camila Trindade & Giovahnna Ziegler
- Eliminada: Giovahnna Ziegler
- Fotógrafo: Marcelo Bormac
- Jurado especial: Namie Wihby
- Convidados: Cristiane Tricerri (atriz) e Théo Carias (maquiador artístico)

### Episódio 8
Data: 5 de novembro de 2009
As meninas voltam para a casa e parabenizam Julliana pela foto na parede. Apesar dos ânimos estarem mais tranqüilos, Bruna e Tatiana ainda não estão se falando. Laís Corrêa volta ao programa para conduzir o workshop de interpretação. Durante o workshop, Tatiana se mostra desconcentrada nos exercícios e tem dificuldade para interpretar alguns papéis. No desafio, as modelos deverão fotografar para uma campanha de Seda baseada no relançamento de toda a sua linha de produtos em parceira com os 7 maiores especialistas em cabelos do mundo. A pior no desafio, mais uma vez foi Camila T, enquanto Tatiana é eleita a ganhadora do desafio e conquista um kit Seda e um vale compras Fnac, além disso, ela tem 45 cliques em seu próximo photoshoot e escolhe Bruna para ter apenas 15 cliques.
No photoshoot, Pazetto revela que o tema do ensaio é a moda que namora o circo. Durante o ensaio de Tatiana, Pazetto não admite mais as brincadeiras dela enquanto todos estão trabalhando dentro do set, e dá uma pesada bronca na participante. Na manhã seguinte, Namie vai a casa top na companhia muito especial de Malana para mostrar o simples andar bem.
Na sala de eliminação, Dudu elogia a postura de Bia e enxerga a evolução em seu trabalho. Marcelo Sommer ressalta que ela foi preparada para o ensaio, treinando as poses antes de iniciar os cliques. Fernanda e Dudu elogiam Bruna por ter seguido muito bem o briefing passado. Mesmo não mostrando um resultado ideal, Camila Trindade é elogiada por Dudu por seu esforço em tentar se soltar mais. Na opinião de Erika, a foto de Camila foi a melhor de todas as modelos. Erika também não consegue enxergar o lado mais fashion de Julliana. Duda gosta da foto, mas não está certo de que esse resultado no ensaio foi conquistado exclusivamente pela modelo. Fernanda não vê nesse photoshoot o melhor trabalho de Mirian, mas vê a sua evolução da última semana para esta. Marcelo ressalta que a modelo propôs variações de poses e elogia as fotos. Dudu fala que Tatiana teve um rendimento baixo mesmo tendo 15 cliques a mais que as outras participantes. Duda acha este trabalho um dos mais fracos apresentados por ela até agora. Fernanda acrescenta que só a beleza natural não é mais suficiente e que ela precisa treinar toda a sua expressão corporal. Erika alerta a modelo que não basta ter um book lindo e fotos incríveis para conseguir trabalhos, a atitude displicente de Tatiana pode ser um grande problema para ela. Duda não vê uma expressão definida na foto de Fabiana. Dudu enfatiza a importância da candidata de mostrar uma atitude mais simples e fashion, e declara que não sabe se o programa lhe dará tempo suficiente para mostrar que uma modelo completa e por isso, a mesma é eliminada.
- Primeira chamada: Bruna Brito
- Berlinda: Tatiana Domingues e Fabiana Teodoro
- Eliminada: Fabiana Teodoro
- Fotógrafo: Paulo Bega
- Jurado especial: Marcelo Sommer (estilista)
- Convidados: Laís Correa (professora de artes), Robert Estevão (beauty artist) e Malana (modelo - ciclo 2)

### Episódio 9
Data: 12 de novembro de 2009
Avpolêmica invade a competição. Bruna teria pedido para Mirian medir a glicemia em seu lugar para mostrar o resultado à produção do programa. A história foi negada por Bruna mas confirmada pela Mirian durante os depoimentos.
No dia seguinte, Marco Aurélio e Paula Marine, respectivamente booker e assessora de imprensa da agência Ford, conversam com as meninas sobre como se apresentar e como falar com a imprensa e a mídia em geral.
Pazetto, em uma mensagem de vídeo, apresenta o desafio para as modelos, que se dividirão em 2 grupos. Cada grupo deverá passar por um circuito de três entrevistas onde a pontualidade será um critério importante na avaliação individual das participantes. Na terceira entrevista, os dois grupos se encontram e as modelos trocam de papel, de entrevistadas passam a ser entrevistadoras e terão que mostrar jogo de cintura para falar com as cantoras Patricia Coelho e Fernanda Porto. No veredicto sofre o desafio, Bruna foi a pior, enquanto Camila foi a melhor, e como prêmio fará um editorial de moda para a revista Rolling Stone Brasil.
No estúdio, as meninas são recebidas por Dudu Bertholini e Fernanda Motta que apresentam o shooting que será realizado por um dos mais respeitados fotógrafos do Brasil, Tripoli: um ensaio moda praia onde elas deverão mostrar todo o repertório de poses como mulheres incríveis e sofisticadas. Na casa, todas as participantes ficam sem telefone como punição por conta do resultado de glicemia forjado por Bruna e Mirian.
Na avaliação dos jurados, Mirian é elogiada por sua fotogenia, porém criticada por sua timidez mostrada pela modelo durante o photoshoot. Fernanda comenta que Camila também tem uma ótima fotogenia, mas ainda é muito travada diante da câmera. Dudu compara Camila e Mirian, pois ambas mostram um resultado bom, possuem uma expressão muito forte, mas fazem muito pouco para chegar nesse resultado.Fernanda vê pela primeira vez a modelo profissional em Bia, pela maneira que ela se portou em frente a câmera e Erika gosta do resultado da foto mas acredita que Bia pode render mais. Tatiana é elogiada pois, mesmo nervosa, se entregou para o ensaio. Duda avalia o biotipo de Bruna como quase perfeito para o ensaio, e Erika parabeniza a modelo pela sua mudança de atitude. Dudu comenta da graciosidade e da facilidade de assimilação de Julliana, mas admite que a modelo não tem uma fotogenia fácil e por isso, é eliminada
- Primeira chamada: Tatiana Domingues
- Berlinda: Mírian Araújo e Juliana Aniceto
- Eliminada: Juliana Aniceto
- Fotógrafo: Luis Trípoli
- Jurado especial: Alexandra Farah
- Convidados: Fernanda Porto e Patrícia Coelho (cantoras), Ricardo Franca Cruz (editor chefe da Rolling Stone) Marco Aurélio Casal de Rey (Booker da Ford Models) e Paula Marine (assessora de imprensa da Ford Models)

### Episódio 10
Data: 19 de novembro de 2009
Bia, após muita insistência, confirma que realmente está grávida para as demais. A atriz Lili Fonseca inicia o workshop de interpretação para que nossas modelos aprendam a lidar com uma câmera, tenham a concentração necessária na hora do trabalho e saibam da importância de articular bem as palavras. O desafio é visto Sofia Alves, da Kimberly Clark, que explica que Íntimus é uma marca da mulher confiante, moderna e com atitude, e são essas qualidades que as modelos devem passar no vídeo que farão. A vencedora do desafio terá o direito de olhar as fotos durante o próximo photoshoot e poderá escolher o momento de fotografar. Ainda terá o rosto e o corpo scaneados, moldados e transformados em manequim. Pazetto anuncia que Mirian é a vencedora do desafio por ter mostrado alegria, jovialidade e beleza durante a prova.
No photoshoot, as meninas descobrem que será guiado por Érika Palomino e por Duda Molinos, que explica que a ideia do trabalho é mostrar mulheres fortes, intensas, misteriosas, com muita expressão e movimentação.
Na sala de eliminação, Fernanda Motta não fez nenhum comentário e declarou que pela primeira vez no programa, o trabalho de todas as participantes avaliadas está excelente e como profissional, só teria elogios. Acrescentou ainda que independente de qual menina sair da competição, as cinco modelos estão preparadas para o mercado. Érika fica encantada com o ensaio de Tati que mostrou resultados incríveis nas fotos. Dudu adora a intensidade dramática que a modelo conseguiu passar nas fotos. Mesmo mostrando alguns tiques durante o ensaio, a foto de Camila é considerada antológica, que vê um resultado excepcional e muito profissional, apresentando variações e exageros de poses. Bruna demonstrou uma carga de erotismo e intensidade dramática que fez os jurados perceberem que Bruna se conhece muito bem e mostra ser uma modelo de muita técnica. O fato de Mirian ter tido o direito de acompanhar os ensaios das outras participantes e de ter visto as suas próprias fotos pesou durante a avaliação do júri que esperava um resultado bem melhor. Ainda assim, os jurados gostaram e ficaram satisfeitos com os cliques da modelo. Bia, mesmo elogiada pelo perfil e a consciência da modelo de aproveitar seus melhores ângulos, é criticada por não conseguir entender o papel e continuar imprimindo a mesma menina meiga, sendo a eliminada da semana.
- Primeira chamada: Bruna Britto
- Berlinda: Mírian Araujo e Beatriz 'Bia' Fernandes
- Eliminada: Beatriz 'Bia' Fernandes
- Fotógrafo: Rodrigo Marques
- Jurado especial: Rodrigo Marques
- Convidados: Lili Fonseca (atriz) e Sofia Alves (representante da Kimberly Clark - Intimus)

### Episódio 11
Data: 25 de novembro de 2009
Camila, Mírian, Tatiana e Bruna estudam a história da moda brasileira, sendo o foco a alta costura. Para mergulhar nesse universo da alta costura, José Gayegos, assistente de Dener, reconhecido estilista e pioneiro no mercado de luxo brasileiro, é convidado para falar sobre sua vida e trabalho. Após o workshop, as meninas passam por um desfile com as roupas de Dener, avaliadas por Eugênia Fleury, José Gayegos, Namie e Pazzeto. Mírian é a vencedora da prova e ganha um vestido da Neon, a nova máscara de cílios (Spectra Lash) da Avon e a missão de escolher duas modelos para presenteá-las com um kit Avon.
No photoshoot mais high fashion, as modelos posaram como as modelos de Dener. Pazetto elogia o desempenho de Camila, que mostrou novas poses, e de Bruna, que vestiu bem a roupa e a personagem. Por outro lado, Mírian mostrou uma grande desconcentração no set e Tatiana reclamou muito durante o ensaio, estressando toda a equipe e irritando Pazetto com a sua atitude.
Assim, justamente por tal decepção durante a avaliação e a deliberação do ensaio de Tatiana, ora por seu desleixo apresentado nessa etapa final, ora por seu comportamento dentro do estúdio, ora por sua falta de interesse pela profissão, culminaram em sua eliminação, e Mírian foi salva pela terceira vez consecutiva.
- Primeira chamada: Camila Trindade
- Berlinda: Mírian Araujo e Tatiana Domingues
- Eliminada: Tatiana Domingues
- Jurado especial: José Gayegos
- Convidados: Eugênia Fleury (ex-modelo)

### Episódio 12
Data: 4 de Dezembro de 2009
Bruna, Camila Trindade e Mirian são as finalistas da terceira temporada do Brazil’s Next Top Model. O recap trás toda a trajetória das três, além de mostrar cenas jamais vistas.

### Episódio 13
Data: 4 de dezembro de 2009
Na reta final da competição, as três finalistas recebem três looks da C&A escolhidos especialmente para cada uma delas, e com os vestidos no corpo, Bruna, Camila e Mirian recebem na casa Marco Aurélio, da Ford Models, e Lena, editora de moda da revista Gloss, que farão um casting com as finalistas. Pazetto chega a casa para falar sobre essa etapa final e como elas serão avaliadas pelos jurados, mas ao comentar sobre a trajetória das modelos, Pazetto não esconde a emoção.
Diferente das demais decisões, as três seguem para o desfile final. Namie comenta sobre as dificuldades do grupo com relação ao andamento, mas agora Bruna, Camila e Mirian devem provar porque chegaram até este ponto da competição desfilando a coleção 2010 do estilista André Lima. Após o desfile, os jurados discutem os pontos altos e baixos das modelos.
Camila surpreendeu todos os jurados ao abrir o desfile, apresentando segurança e elegância na sua interpretação. Bruna entrou no desfile para vencer, o excesso de confiança da modelo acabou prejudicando o seu desempenho. Mirian foi a mais bonita, combinando muito bem o seu tom de pele com a roupa que desfilou, mas seu fraco rendimento na reta final a coloca em 3º lugar.
- Bottom 2: Mírian Araujo e Bruna Brito
- Eliminada: Mírian Araujo

Após o desfile, Bruna e Camila recebem a visita de Fernanda Motta na casa para um último bate papo, e depois seguem para a prova final. Pazetto explica que no último photoshoot, as finalistas trabalharão com uma cenografia viva, que se espelhará nos movimentos das modelos. O fotógrafo que terá a grande responsabilidade de clicar o ensaio decisivo é Vavá Ribeiro.
Na ultima sala de julgamentos, Erika não acha que Bruna seguiu bem o que foi pedido no ensaio. Pazetto sentiu uma dispersão da modelo dentro do estúdio. Duda vê a obstinação de Bruna em tentar realizar coisas novas. Dudu acredita que Bruna terá carreira brilhante, ganhando ou não o programa, mas que a modelo sempre terá suas próprias dificuldades a serem superadas.
Fernanda não considera a foto de Camila a sua melhor dentro do programa, mas as fotos de movimento surpreenderam os jurados. Erika fica feliz em ver que Camila é uma outra pessoa e possui uma bagagem a mais para a carreira de modelo. Pazetto elogia o comportamento de Camila dentro do estúdio, que considera impecável. Dudu acredita que o maior desafio profissional da finalista é como marcar seu espaço e mostrar seu diferencial dentro do mundo fashion.
E pelo seu desenvolvimento durante todo o programa e destaque maior na reta final, Camila Trindade leva o prêmio e se torna a Brazil's Next Top Model - Ciclo 3.
- Finalistas: Camila Trindade e Bruna Britto
- Brazil's Next Top Model: Camila Trindade
- Fotografo: Vavá Ribeiro
- Convidados: Reinaldo Lourenço (estilista da C&A), Marco Aurélio Casal del Rey (booker da Ford Models), Lena Carderari (editora de moda da Revista Gloss), André Lima (estilista), Malana (modelo - Ciclo 2), Maíra Vieira (BrNTM - Ciclo 2) e Karin Cavalli (modelo - ciclo 1).

## Participantes
| Nome              | Idade | Altura | Origem                          | Eliminada            |
| ----------------- | ----- | ------ | ------------------------------- | -------------------- |
| Camila Trindade   | 20    | 1,73 m | Porto Alegre, Rio Grande do Sul | Vencedora            |
| Bruna Brito       | 21    | 1,80 m | Curitiba, Paraná                | Runner up            |
| Mírian Araujo     | 24    | 1,77 m | Feira de Santana, Bahia         | Episódio 13          |
| Tatiana Domingues | 20    | 1,74 m | Rio de Janeiro, Rio de Janeiro  | Episódio 11          |
| Bia Fernandes     | 18    | 1,75 m | Brasília, Distrito Federal      | Episódio 10          |
| Julliana Aniceto  | 19    | 1,76 m | São Paulo, São Paulo            | Episódio 9           |
| Fabiana Teodoro   | 20    | 1,72 m | Pindamonhangaba, São Paulo      | Episódio 8           |
| Giovahnna Ziegler | 18    | 1,71 m | Rio de Janeiro, Rio de Janeiro  | Episódio 7           |
| Rafaela Machado   | 18    | 1,71 m | São Caetano do Sul, São Paulo   | Episódio 6           |
| Camila Shiratori  | 21    | 1,73 m | Guarulhos, São Paulo            | Episódio 5           |
| Rafa Xavier       | 19    | 1,85 m | Natal, Rio Grande do Norte      | Episódio 4           |
| Liana Góes        | 26    | 1,70 m | Fortaleza, Ceará                | Episódio 3           |
| Jéssyca Schamne   | 18    | 1,76 m | Curitiba, Paraná                | Episódio 2           |
| Esther Wolffowitz | 21    | 1,71 m | Araçatuba, São Paulo            | Episódio 1, parte 2  |
| Yasmin Lourenço   | 20    | 1,72 m | Rio de Janeiro, Rio de Janeiro  | Episódio 1, parte 2  |
| Hanays Duarte     | 19    | 1,70 m | Maricá, Rio de Janeiro          | Episódio 1, parte 2¹ |
| Alexandra Pacher  | 20    | 1,75 m | Rio do Sul, Santa Catarina      | Episódio 1, parte 1  |
| Barbara Calmon    | 23    | 1,75 m | Salvador, Bahia                 | Episódio 1, parte 1  |
| Kinda Mohammed    | 18    | 1,72 m | Belo Horizonte, Minas Gerais    | Episódio 1, parte 1  |
| Cris Volpato      | 19    | 1,77 m | Goiânia, Goiás                  | Episódio 1, parte 1  |

Nota 1: Hanays desistiu da competição, sendo considerada eliminada na 2ª parte do 1º episódio.

## Resumos

### Ordem de Chamada
| Ordem | Episódios | Episódios | Episódios | Episódios | Episódios | Episódios | Episódios | Episódios | Episódios | Episódios | Episódios | Episódios | Episódios |  |
| Ordem | 1         | 2         | 3         | 4         | 5         | 6         | 7         | 8         | 9         | 10        | 11        | 13        | 13        |  |
| ----- | --------- | --------- | --------- | --------- | --------- | --------- | --------- | --------- | --------- | --------- | --------- | --------- | --------- |  |
| 1     | Mírian    | Camila T. | Mírian    | Bruna     | Bia       | Tatiana   | Juliana   | Bruna     | Tatiana   | Bruna     | Camila T. | Camila T. | Camila T. |  |
| 2     | Camila T. | Camila S. | Giovahnna | Giovahnna | Camila T. | Fabiana   | Tatiana   | Camila T. | Bruna     | Tatiana   | Bruna     | Bruna     | Bruna     |  |
| 3     | Giovahnna | Fabiana   | Camila T. | Camila S. | Tatiana   | Juliana   | Mírian    | Bia       | Bia       | Camila T. | Mírian    | Mírian    |           |  |
| 4     | Bia       | Bruna     | Juliana   | Camila T. | Mírian    | Mírian    | Bia       | Mírian    | Camila T. | Mírian    | Tatiana   |           |           |  |
| 5     | Rafaela   | Rafaela   | Bruna     | Juliana   | Bruna     | Bia       | Fabiana   | Juliana   | Mírian    | Bia       |           |           |           |  |
| 6     | Tatiana   | Juliana   | Rafaela   | Mírian    | Rafaela   | Bruna     | Bruna     | Tatiana   | Juliana   |           |           |           |           |  |
| 7     | Bruna     | Tatiana   | Rafa      | Bia       | Fabiana   | Camila T. | Camila T. | Fabiana   |           |           |           |           |           |  |
| 8     | Juliana   | Giovahnna | Tatiana   | Tatiana   | Juliana   | Giovahnna | Giovahnna |           |           |           |           |           |           |  |
| 9     | Rafa      | Mírian    | Fabiana   | Rafaela   | Giovahnna | Rafaela   |           |           |           |           |           |           |           |  |
| 10    | Jéssyca   | Bia       | Bia       | Fabiana   | Camila S. |           |           |           |           |           |           |           |           |  |
| 11    | Fabiana   | Rafa      | Camila S. | Rafa      |           |           |           |           |           |           |           |           |           |  |
| 12    | Camila S. | Liana     | Liana     |           |           |           |           |           |           |           |           |           |           |  |
| 13    | Liana     | Jéssyca   |           |           |           |           |           |           |           |           |           |           |           |  |

     A participante foi chamada em ausência
     A participante foi eliminada
     A participante venceu a competição
- No Episódio 1, o grupo de 20 garotas foi reduzido a 13, que passariam para a competição principal. Entretanto, essa ordem de chamada não reflete o desempenho delas na semana.
- No Episódio 5, Bia desmaiou e foi levada ao hospital, mas foi a primeira a ser chamada, em ausência.
- O Episódio 12 foi a recapitulação da temporada.

### Ensaios
- Ensaio Episódio 1: Foto em Grupo com Glamour e Luxo (Casting)
- Ensaio Episódio 2: Picke da Passarela: Teen, Andrógeno e Mulherão Sensual
- Ensaio Episódio 3: Campanha de Lingerie
- Ensaio Episódio 4: Close do Rosto com Arranjo de Cabeça
- Ensaio Episódio 5: Posando Dentro do Cubo
- Ensaio Episódio 6: Click Fashion
- Ensaio Episódio 7: Répteis
- Ensaio Episódio 8: Circo de Modelos
- Ensaio Episódio 9: Moda Praia (Neon) Com um Plástico
- Ensaio Episódio 10: Intensidade Feminina
- Ensaio Episódio 11: Dener: Alta Costura
- Ensaio Episódio 13: Movimentação da Moda

### Jurados
- Fernanda Motta
- Erika Palomino
- Dudu Bertholini
- Duda Molinos

## Prêmio
A vencedora do 3ª temporada do Brazil's Next Top Model:
- Ganhará um contrato de dois anos com a Ford Models
- Fará a capa e o editorial da revista Gloss
- Realizará uma campanha para a C&A
- Participará também de uma campanha da Intimus
- Ganhará um guarda-roupa completo patrocinado pela Nivea
- Ganhará um curso de Inglês na Irlanda
- Passará um fim de semana em Paris, patrocinado pela STB
- Receberá um contrato de 100 mil reais com a Expor Manequins
- E, por último, ganhará uma joia dada pela TV Shopping Brasil